# 한국자연농업협회
한국자연농업협회는 단계적 저투입과정을 통한 자연농업의 실현으로 농촌경제 발전 도모 목적으로 1994년 7월 18일 설립된 대한민국 농림수산식품부 소관의 사단법인이다. 사무실은 충청북도 괴산군 청안면 운곡리 209-2에 있다.

## 주요 사업
- 대 농민 교육사업 (기본연찬, 전문연찬)
- 월간지, 전문지 등 발간사업
- 회원관리